# 伊朗帝国卫队

伊朗帝国卫队标志

 
伊朗帝国长生军（波斯語：‎，羅馬化：gārd-e jāvidān-e šāhanšāhi-e irān），又称帝国卫队（波斯語：‎，羅馬化：gārd-e šāhanšāhi）（英语：Imperial Army）是伊朗末代沙阿穆罕默德·礼萨·巴列维的私人卫队，也是伊朗帝国陆军的一支精锐作战部队。它成立于 1942 年，并于 1979 年伊朗革命后解散。它以“长生军”命名，以致敬历史上波斯帝国阿契美尼德王朝军队中的一支精锐部队，由一万名波斯士兵组成，任何战死、重伤或重病的士兵都会立即被一名新的成员取代，以此维持部队的人数与士气，因此得名为“长生军”。

## 起源

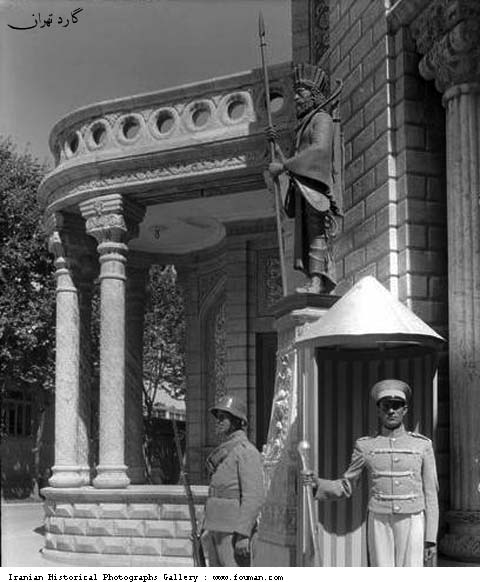
德黑兰帝国卫队总部

1921年，一支由 20,000 人组成的波斯皇家卫队已经存在。礼萨汗于1925年组建了一个近卫师，其中包括骑兵和步兵部队。随后，帝国卫队于1942年由700名志愿者组成。它最初是由贾法尔·沙法加特将军设计和组织的。该师仿照法国共和国卫队和英国皇家近卫骑兵和步兵卫队。1953年，该部队规模扩大为一个师，由泰穆尔·巴赫蒂亚尔将军领导。1972年，拉什卡里卫队师与义务兵旅一起并入帝国卫队，将卫队扩大为由两个师组成的完整军。

## 结构

### 长生军
帝国卫队的核心是全志愿的长生军（ Gârd e Jâvidân ，波斯语：不死军），在古代波斯，皇家卫队被称为“长生军”。 “长生军”驻扎在德黑兰北部的拉维赞军营。 到 1978 年，这支精锐部队已拥有 4,000-5,000 人的旅，其中包括一个酋长坦克营。它负责皇宫的内部和外部安全。此外还有一个特殊的便衣部队被称为 Ma'mourin Makhsous（特工）
在1967年帝国加冕典礼之前，巴列维骑兵卫队成立，为长生军提供了一支用于仪式场合的皇家近卫骑兵式护卫部队。根据不同的说法，这支部队有30到50人。
长生军的最后一位指挥官是优素福尼贾德中校。

### 帝国卫队主力
到20世纪70年代末，整个帝国卫队（包括贾维丹部队之外的义务兵）已达18,000人，拥有炮兵、装甲部队和直升机部队。整个卫队约占军队的6%，是唯一永久驻扎在首都德黑兰的部队。

## 招聘
帝国卫队的新兵必须通过一系列不同科目和难度的能力测试。据说先决条件之一就是能够凭记忆背诵二十三代的家谱。

## 制服和徽章
帝国卫队部队以鲑鱼色（浅红色）徽章为特征。巴列维骑兵卫队拥有特殊的蓝色和红色礼仪制服，包括银色胸甲和凤头头盔。

## 伊朗革命
帝国卫队一直忠于穆罕默德-礼萨·巴列维，直到 1979年1月他流亡国外。经过2月9日至11日针对武装平民和持不同政见的空军和陆军人员的两天战斗后，帝国卫队撤回其基地。长生军于1979年2月17日解散，但更广义的帝国卫队的仍然存在。这些剩余部队被剥夺了历史上的特权和职责，并入伊朗陆军第21师。他们参与了两伊战争中的行动。

## 帝国卫队指挥官
1979 年伊朗革命时最后一位帝国卫队指挥官是阿里·内沙特中将。古拉姆·阿里·奥维西将军（1960-1965年）是前卫队指挥官之一。最初的指挥官之一贾法尔·沙法加特将军在 1979 年君主制垮台前的最后几个月被国王任命为沙普尔·巴赫蒂亚尔领导下的国防部长（该职位的波斯语直译是战争部长）内阁直至政府垮台。